# Søpryd
Søpryd (Baldellia) er en planteslægt, der kun har to arter i Danmark:
| Beskrevne arter |

- Almindelig søpryd (Baldellia ranunculoides)
- Krybende søpryd (Baldellia repens)